# Zygophlaeoba sinuatocollis
Zygophlaeoba sinuatocollis är en insektsart som beskrevs av Bolívar, I. 1902. Zygophlaeoba sinuatocollis ingår i släktet Zygophlaeoba och familjen gräshoppor. Inga underarter finns listade i Catalogue of Life.